# Kirsten Aschengreen Piacenti
Kirsten Aschengreen Piacenti, nota anche come Cristina Aschengreen Piacenti (Madras, 29 marzo 1929 – Reggello, 9 aprile 2021), è stata una storica dell'arte danese.

## Biografia
Nacque a Madras, nell'India britannica, il 29 marzo 1929 da genitori danesi. Si laureò in storia dell'arte nel 1951 presso il Courtauld Institute of Art di Londra con una tesi sul pittore olandese Cornelis van Poelenburch.
Dopo la laurea si recò in Italia, proseguendo gli studi presso l'Università di Firenze, e conobbe il chimico Franco Piacenti che in seguito sposò; i due vissero inizialmente a Pisa, dove Piacenti insegnava, per poi trasferirsi a Reggello intorno al 1968 col passaggio di Piacenti all'Università degli Studi di Firenze. Nel 1959 fu chiamata a Palazzo Pitti per catalogare gli avori del Museo degli argenti, di cui stilò un importante catalogo edito nel 1967. Fu rilevante il suo contributo, assieme al marito, nel restauro delle opere d'arte dopo l'alluvione del 1966 come direttrice di palazzo Davanzati. Nel 1967 fu tra le socie fondatrici della sezione pisana di Soroptimist International.
Fu direttrice del Museo degli argenti dal 1974 al 1996 e sotto la sua direzione furono fondati il Museo delle porcellane e il Museo della moda e del costume, mentre furono riordinate le collezioni di arazzi attraverso la creazione di un deposito e successivamente di un museo per esporli a turno in modo da preservarli; si adoperò anche per il restauro del Museo delle carrozze. Successivamente fu direttrice del Museo Stibbert dal 1996 al 2012, curando il restauro del giardino, del tempietto egizio e degli interni dell'edificio. Fu anche soprintendente aggiunto dal 1978 al 1997. Socia onoraria del comitato F.P.X.A. Sammezzano, si spese per la salvaguardia del castello di Sammezzano a Reggello. Tenne inoltre corsi di arte orafa presso l'Università degli Studi di Firenze e presso l'Università di Pisa.
Fu invitata a partecipare alla catalogazione dei gioielli della Corona inglese, venendo nominata per i suoi meriti luogotenente dell'Ordine reale vittoriano.
È morta il 9 aprile 2021 presso la sua casa in frazione Montanino di Reggello. L'amministrazione del comune di Reggello ha espresso il suo cordoglio, definendola "Una donna straordinaria, che ha speso la sua vita immersa nel mondo dell’Arte e della Cultura" così come l'amministrazione del comune di Firenze, che l'ha definita "una voce tra le più lucide e competenti, sempre appassionata e intenta fino all’ultimo allo studio della conservazione e della diffusione del bello".

## Opere
- Kirsten Aschengreen Piacenti, Silvia Meloni Trkulja e Roberta Orsi Landini, I principi bambini - Abbigliamento e infanzia nel Seicento, Firenze, Centro Di, 1985.
- Il Guardaroba di donna Franca Florio: Firenze, Palazzo Pitti, Galleria del costume, 30 maggio-30 agosto 1986, 1986.
- Museo Stibbert. Guida alla visita del museo, Edizioni Polistampa, 2011, ISBN 978-88-596-0968-1.